# Laurids Skovgaard Andersen
Laurids Skovgaard Andersen (* 11. März 2001) ist ein dänischer Schauspieler und Synchronsprecher.

## Leben und Karriere
Andersen wurde am 11. März 2001 geboren. 2014 sprach er in Rio 2 als Tiago. Sein Debüt als Schauspieler gab er 2016 in dem Film Der kommer en dag. Anschließend war er 2019 in der Fernsehserie Tinka und die Königsspiele zu sehen. Unter anderem trat er 2022 in Kamikaze auf. Im selben Jahr spielte Andersen in der Serie Julehjertets Hemmelighed mit. 2023 setzte er seine Karriere in Troldehjertets Hemmelighed fort.

## Filmografie
- 2016: Der kommer en dag
- 2019: Tinka und die Königsspiele (Tinka og kongespillet, Fernsehserie)
- 2022: Kamikaze (Fernsehserie)
- 2022: Julehjertets Hemmelighed (Fernsehserie)
- 2023: Troldehjertets Hemmelighed (Fernsehserie)